# Helmut Körnig
Helmut Körnig (* 12. September 1905 in Glogau, Schlesien; † 5. März 1972 in Dortmund) war ein deutscher Leichtathlet.

## Leben
Körnig gewann bei Olympischen Spielen drei Medaillen für die deutsche Mannschaft im Sprint:
- die Bronzemedaille im 200-Meter-Lauf bei den Olympischen Spielen 1928 in Amsterdam
- die Silbermedaille in der 4-mal-100-Meter-Staffel bei den Olympischen Spielen 1928 in Amsterdam (zusammen mit Georg Lammers, Richard Corts, Hubert Houben/Helmut Körnig als Schlussläufer)
- die Silbermedaille in der 4-mal-100-Meter-Staffel bei den Olympischen Spielen 1932 in Los Angeles (zusammen mit Friedrich Hendrix, Erich Borchmeyer und Arthur Jonath/Helmut Körnig als Startläufer).

Am 19. August 1928 stellte er – auf einer geraden 200-Meter-Strecke (auf einer 600-Meter-Bahn) – mit 20,9 s einen deutschen Rekord auf, der erst 1954 durch Heinz Fütterer verbessert wurde. Seine Bestzeit über 100 Meter betrug 10,4 s, mit der er den Weltrekord einstellte und einen Europarekord aufstellte. 1928 in 40,8 s und 1932 in 40,6 s stellte er mit der Nationalmannschaft einen Staffelweltrekord auf, 1929 verbesserte er mit der Staffel des SC Charlottenburg Berlin in 40,8 s den Vereinsweltrekord im 4-mal-100-Meter-Staffellauf.
Bei deutschen Meisterschaften gewann er 1926, 1927 und 1930 über 100 Meter, 1926, 1927, 1928 und 1930 über 200 Meter sowie 1927, 1929 und 1930 mit der 4-mal-100-Meter-Staffel. 1930 gewann er bei den Studenten-Weltspielen die Goldmedaille auf allen drei Sprintstrecken. Helmut Körnig startete bis 1926 für den VfR Schlesien Breslau, dann wechselte er zum SC Charlottenburg Berlin. In seiner aktiven Zeit war er 1,75 m groß und wog 66 kg.
Körnig beendete seine aktive Karriere 1934 nach einer Typhus-Erkrankung. Der promovierte Jurist arbeitete als Redakteur beim Berliner Tageblatt und war Regieassistent bei der UFA. Nach dem Krieg war er Referent der Alliierten Militärregierung in Westfalen, 1950 wurde er Referent für Film, Funk und Bild beim DGB. Ab 1953 leitete er die Westfalenhallen in Dortmund als Vorstand und später als Geschäftsführer. Kurz vor dem Eintritt in den Ruhestand starb er 1973. Die in seiner Amtszeit auf dem Gelände der Westfalenhallen errichtete Leichtathletikhalle wurde nach seinem Tod in Helmut-Körnig-Halle umbenannt.